# Blondelia inclusa
Blondelia inclusa är en tvåvingeart som först beskrevs av Hartig 1838.  Blondelia inclusa ingår i släktet Blondelia och familjen parasitflugor. Arten är reproducerande i Sverige. Inga underarter finns listade i Catalogue of Life.